# Popillia foveicollis
Popillia foveicollis är en skalbaggsart som beskrevs av Ohaus 1920. Popillia foveicollis ingår i släktet Popillia och familjen Rutelidae. Inga underarter finns listade i Catalogue of Life.